# 2546 Libitina
2546 Libitina (1950 FC) là một tiểu hành tinh vành đai chính được phát hiện ngày 23 tháng 3 năm 1950 bởi E. L. Johnson ở Johannesburg (UO).